# Bonnerichthys
Bonnerichthys is een geslacht van uitgestorven straalvinnige beenvissen binnen de familie Pachycormidae die leefden tijdens het Laat-Krijt. Fossiele overblijfselen van dit taxon werden voor het eerst beschreven van de Smoky Hill-afzetting van de Niobrara Chalkformatie uit Kansas (Laat-Coniacien - Vroeg-Campanien, ongeveer 87-81 miljoen jaar geleden), en aanvullend materiaal werd later gemeld uit de Pierre Shale, Mooreville Chalk, Demopolis Chalk, Wenonah-formatie en Moreno-formatie, naast andere vindplaatsen. Het groeide tot ongeveer zes meter lang, aanzienlijk minder dan de verwante Leedsichthys uit het Jura die waarschijnlijk groeide tot zeventien meter.

## Voeding
Een van de belangrijkste kenmerken van Bonnerichthys is de erkenning dat het een filtervoeder was, levend op plankton. Deze erkenning dat veel grote vissen uit het Mesozoïcum in de Pachycormidae filtervoeders waren, toont aan dat deze niche minstens 100 miljoen jaar gevuld was voordat het eerder bekend was. De moderne niche wordt gevuld door verschillende soorten haaien en de baleinwalvissen.
Het internationale team dat het geslacht beschreef, noemde het naar de Marion Charles Bonner-familie die op fossielen jaagden, wiens collecties van het Niobrara-Krijt van West-Kansas zich in veel musea en onderzoeksinstellingen bevinden.